# Ногайбай (Северо-Казахстанская область)
Ногайбай (каз. Ноғайбай, до 2000 г. — Красное) — село в районе Магжана Жумабаева Северо-Казахстанской области Казахстана. Входит в состав Каракогинского сельского округа. Код КАТО — 593651200.

## Население
В 1999 году население села составляло 146 человек (79 мужчин и 67 женщин). По данным переписи 2009 года, в селе проживало 100 человек (51 мужчина и 49 женщин).

## Известные жители и уроженцы
- Амиргалиев, Имамеден (1898 — ?) — Герой Социалистического Труда.